# Феликс Бракмон
Феликс Бракмон (на френски: Félix Bracquemond) е френски импресионист – художник, офортист и гравьор. Занимава се също с декорация на керамика, с мебели, бижута и гоблени. Определян е като водеща фигура в художествените среди във втората половина на XIX в. Името му се свързва със стила ар нуво.

## Биография
Феликс Бракмон е роден през 1833 г. в Париж, Франция. В юношеските си години се занимава с литография. Жозеф Гишар, ученик на Енгър, забелязва таланта му и го взема в своето ателие. Портретът, който 19-годишният Бракмон прави на своята баба, привлича вниманието на Теофил Готие. От 1853 г. Бракмон се занимава с гравюра и офорт. Той изиграва значителна роля за подема в гравьорското изкуство във Франция и е сред основните създатели на Обществото на художниците-гравьори, основано през 1889 г. Той създава над 800 гравюри, сред които редица портрети, пейзажи, сцени от съвремието, изображения на птици, както и интерпретации на творби на други художници като Ернест Месоние, Гюстав Моро и Камий Коро.
Бракмон е сред първите художници, благодарение на които японското изкуство прониква във Франция. Считан е за един от основоположниците на стила ар нуво.
След като известно време работи във фабрика за порцелан в Севър, след 1870 г. той поема поста художествен директор в парижкото ателие на Шарл Хавиланд (Charles Haviland). Бракмон се сближава с Едуар Мане и Джеймс Уистлър. Сред приятелите му са също и писателят Едмон дьо Гонкур, критикът Гюстав Жофроа, художници като Мийе, Коро, Дега, Роден и редица импресионисти.
Бракмон получава всички награди, присъждани на известните художници във Франция. През 1889 г. става кавалер на ордена на Почетния легион (степен офицер). На Световното изложение през 1900 г. в Париж получава големия почетен медал (на френски: grande medaille d'honneur).
Феликс Бракмон умира през 1914 г. в Севър.

## Семейство
Съпругата на Феликс – Мари Бракмон – е художничка-импресионистка. Двамата сключват брак през 1969 г. През 1970 г. се ражда единственият им син – Пиер.